# Туулсе, Армин

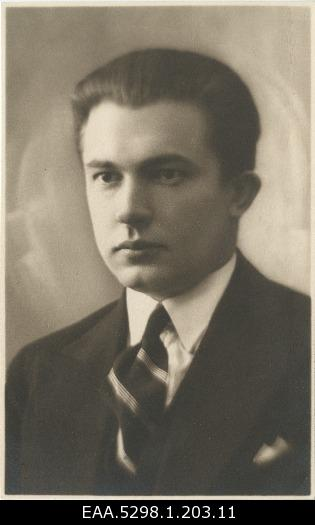
Армин Туулсе (1933)

Армин Туулсе (эст. Armin Tuulse; 1907—1977) — эстонский искусствовед, исследователь ливонской средневековой крепостной архитектуры.

## Биография
Родился как Армин Нейманис 1 октября 1907 года в семье лесничего поместья Фиренхоф (нем. Fierenhof, ныне — Tsooru) в Зенне. Учился в Тырвской школе и Валгаской мужской гимназии. В 1929 году начал учиться на философском факультете Тартуского университета, в 1935 году получил степень магистра за научную работу «Эстонские замки. Хронология и типы планов». В 1936 году он сменил фамилию на Туулсе. С 1936 г. до 1939 года он учился в Кенигсбергском и Стокгольмском университетах.
Во время Второй мировой войны в 1942 г. Туулсе был избран профессором истории искусств Тартуского университета. В 1944 году он бежал с отступающими немецкими войсками в Швецию. В 1952 г. стал доцентом кафедры истории искусств Стокгольмского университета. С 1962 г. до 1974 года Туулсе был профессором скандинавской и сравнительной истории искусств в Стокгольмском университете. Умер 9 декабря 1977 года в Стокгольме.

## Труды
- "Kunstiprobleeme tänapäeva Saksamaal" — Looming nr 2/1938
- "Die Kirche zu karja und die Wehrkirchen Saaremaas" (1942)
- Die Burgen in Estland und Lettland" (1942)
- "Gotland och Estlands medeltida byggnadsskulptur" (1945)
- "Die spätmittelalterliche Steinskulptur in Estland und Lettland" (1948)
- "Om konstförbindelserna Estland-Finland under medeltiden" (1953)
- "Eesti osa Põhjamaade moodsa kunsti arengus" (1940)
- "Kristjan Raua loomingu põhijooni" (1940)
- "Eesti kunst paguluses" (1954)